# Chrostosoma trimaculatum
Chrostosoma trimaculatum là một loài bướm đêm thuộc phân họ Arctiinae, họ Erebidae.